# Germanocolusite
La germanocolusite è un minerale appartenente al gruppo della germanite.